# Деревянко, Василий Семёнович
Василий Семёнович Деревянко (1914-1988) — капитан Советской Армии, участник Великой Отечественной войны, Герой Советского Союза (1945).

## Биография
Василий Деревянко родился 9 (по новому стилю — 22) апреля 1914 года в селе Подгоровка (ныне — Старобельский район Луганской области Украины) в крестьянской семье. Украинец. Окончил неполную среднюю школу, затем курсы физруков в Луганске, после чего работал учителем физической культуры в Старобельске.

## Военная служба
В 1936—1939 годах проходил службу в Рабоче-крестьянской Красной Армии. Участвовал в Польском походе РККА в 1939 году. В июле 1941 года он повторно был призван в армию.
В 1942 году он окончил Харьковское танковое училище. С 19 декабря 1942 года воевал на Южном и Юго-Западном фронтах Великой Отечественной войны.
Приказом №: 13/н от: 07.08.1943 года по 13-й гв. мехбригаде командир танка, гвардии лейтенант Деревянко награждён медалью «За отвагу» за то.что во время боя в р-не Калиновки огнём своей пушки и пулемета уничтожил два ДОТа, чем обеспечил успешное и безопасное продвижение танков взвода с приданным танковым десантом автоматчиков.
Кандидат в члены ВКП(б) с 1943 года.
Ранен в сентябре 1943 года (4-й Украинский фронт).
К апрелю 1945 года гвардии старший лейтенант Василий Деревянко командовал танковым взводом 51-го гвардейского танкового полка 10-й гвардейской механизированной бригады 5-го гвардейского механизированного корпуса 4-й гвардейской танковой армии 1-го Украинского фронта. Отличился во время боёв в Германии.
22 апреля 1945 года в бою за город Тройенбрицен взвод Деревянко находился в засаде у железнодорожного моста, который пытался захватить противник. Когда вражеские войска подошли достаточно близко, артиллеристы из засады открыли огонь, уничтожив несколько танков и более 100 солдат и офицеров противника, а остальных обратив в бегство. Во время следующей атаки противник бросил против обороняющих мост советских подразделений около 20 танков и штурмовых орудий при поддержке мотопехоты, однако и эта атака была успешно отражена. Всего же в тот день взвод Деревянко отразил пять немецких контратак. Танк Деревянко был сожжен, он ранен, но пересел на другую машину и продолжил сражаться. В этом 4-х часовом ночном бою тов. Деревянко уничтожил 3 танка,6 самоходных орудий,5 орудий,20 автомашин и до 100 солдат противника. В ночь с 7 на 8 мая взвод Деревянко ворвался в чешский город Жатец и во взаимодействии с танкистами разгромил большую колонну противника, захватив в плен девять генералов вермахта. 9 мая 1945 года Деревянко, совершив 200-километровый марш в составе передового отряда первым ворвался в Прагу.
Приказом ВС 4-й гв. Танковой армии №: 202/н от: 25.05.1945 года гвардии старший лейтенант Деревянко, командир взвода средних танков 51-го гвардейского танкового полка 10-й гвардейской мех.бригады, награждён орденом Красного Знамени за то, что в бою за г.Йютербог отразив 4 контратаки противника, перешел в наступление и заняв северо-восточную окраину города, огнём своего танка уничтожил 4 танка ,7 самоходных орудий,30 автомашин с грузами и 3 арт.батареи противника.
Указом Президиума Верховного Совета СССР от 27 июня 1945 года за «мужество, отвагу и героизм, проявленные в борьбе с немецкими захватчиками» гвардии старший лейтенант Василий Деревянко был удостоен высокого звания Героя Советского Союза с вручением ордена Ленина за номером 56273 и медали «Золотая Звезда» за номером 8813.

## После войны
В 1947 году в звании капитана Деревянко был уволен в запас. В 1949 году он окончил Старобельский учительский институт, после чего преподавал физическую культуру в школе № 1 Старобельска.
В 1985 году награждён орденом Отечественной войны 1-й степени.
Скончался 19 мая 1988 года, похоронен в родном селе.

## Награды
Был также награждён орденами Красного Знамени, Отечественной войны 1-й степени, а также рядом медалей.